# Liga a IV-a Teleorman
Liga a IV-a Teleorman este principala competiție fotbalistică din județul Teleorman, organizată de Asociația Județeană de Fotbal (AJF) Teleorman, situată în al patrulea eșalon al sistemului de ligi al fotbalului românesc.
Competiția este disputată de un număr variabil de echipe, în funcție de numărul echipelor retrogradate din Liga a III-a, al celor promovate din Liga a V-a Teleorman, precum și al echipelor care se retrag sau se înscriu în competiție. Campioana poate sau nu să promoveze în Liga a III-a, în funcție de rezultatul barajului de promovare disputat împotriva campioanei dintr-o serie județeană vecină.

## Istoric
În 1968, în urma noii reorganizări administrative și teritoriale a țării, fiecare județ a înființat propriul campionat de fotbal, integrând echipele din fostele campionate regionale, precum și echipele care evoluau anterior în competițiile orășenești și raionale. Proaspăt înființatul Campionat Județean Teleorman a fost pus sub autoritatea nou-înființatului Consiliu Județean pentru Educație Fizică și Sport (CJEFS) Teleorman.
De atunci, structura și organizarea Ligii a IV-a Teleorman, la fel ca în cazul multor alte campionate județene, au suferit numeroase schimbări. Între 1968 și 1992, principala competiție județeană a fost cunoscută sub numele de Campionatul Județean. Între 1992 și 1997, a fost redenumită Divizia C – Faza Județeană, apoi Divizia D, începând cu anul 1997, iar din 2006 este cunoscută ca Liga a IV-a.

## Lista campioanelor

### Campionatul Regional Teleorman
| Ed. | Sezon | Campioană              |
| --- | ----- | ---------------------- |
| 1   | 1951  | Spartac Turnu Măgurele |
| 2   | 1952  | Dinamo Turnu Măgurele  |

### Campionatul Județean Teleorman
| Ed.                  | Sezon                | Campioană              |
| Campionatul Județean | Campionatul Județean | Campionatul Județean   |
| -------------------- | -------------------- | ---------------------- |
| 1                    | 1968–69              | CFR Roșiori            |
| 2                    | 1969–70              | CFR Roșiori            |
| 3                    | 1970–71              | Sporting Roșiori       |
| 4                    | 1971–72              | Teleormanul Troianu    |
| 5                    | 1972–73              | Cetatea Turnu Măgurele |
| 6                    | 1973–74              | Textila Roșiori        |
| 7                    | 1974–75              | Metalul Alexandria     |
| 8                    | 1975–76              | Petrolul Videle        |
| 9                    | 1976–77              | Textila Roșiori        |
| 10                   | 1977–78              | Dinamo Alexandria      |
| 11                   | 1978–79              | Textila Roșiori        |
| 12                   | 1979–80              | Cetatea Turnu Măgurele |
| 13                   | 1980–81              | Dunărea Zimnicea       |
| 14                   | 1981–82              | TCIF Buzescu           |
| 15                   | 1982–83              | Textila Roșiori        |
| 16                   | 1983–84              | Metalul Alexandria     |
| 17                   | 1984–85              | Cetatea Turnu Măgurele |
| 18                   | 1985–86              | Cetatea Turnu Măgurele |
| 19                   | 1986–87              | Laminorul Zimnicea     |
| 20                   | 1987–88              | Petrolul Poeni         |
| 21                   | 1988–89              | Dunărea Zimnicea       |
| 22                   | 1989–90              | Rulmentul Alexandria   |
| 23                   | 1990–91              | Petrolul Videle        |
| 24                   | 1991–92              | Metalul Alexandria     |

| Ed.                        | Sezon                      | Campioană                     |
| Divizia C – Faza Județeană | Divizia C – Faza Județeană | Divizia C – Faza Județeană    |
| -------------------------- | -------------------------- | ----------------------------- |
| 25                         | 1992–93                    | Petrolul Videle               |
| 26                         | 1993–94                    | Rulmentul Alexandria          |
| 27                         | 1994–95                    | Spicpo Poroschia              |
| 28                         | 1995–96                    | Spicpo Poroschia              |
| 29                         | 1996–97                    | Rulmentul Alexandria          |
| Divizia D                  |                            |                               |
| 30                         | 1997–98                    | Electro-Turris Turnu Măgurele |
| 31                         | 1998–99                    | Rova Roșiori                  |
| 32                         | 1999–00                    | Robema Roșiori                |
| 33                         | 2000–01                    | Dunărea Zimnicea              |
| 34                         | 2001–02                    | Turris Turnu Măgurele         |
| 35                         | 2002–03                    | Foraj Videle                  |
| 36                         | 2003–04                    | Voința Saelele                |
| 37                         | 2004–05                    | Prima Guard Alexandria        |
| 38                         | 2005–06                    | Florea Voicilă Alexandria     |
| Liga a IV-a                |                            |                               |
| 39                         | 2006–07                    | Turris Turnu Măgurele         |
| 40                         | 2007–08                    | Petrolul Videle               |
| 41                         | 2008–09                    | FCM Alexandria                |
| 42                         | 2009–10                    | Dunărea Turris Turnu Măgurele |
| 43                         | 2010–11                    | Viață Nouă Olteni             |
| 44                         | 2011–12                    | Pamimai Videle                |
| 45                         | 2012–13                    | Sporting Roșiori              |
| 46                         | 2013–14                    | Sporting Roșiori              |

| Ed. | Sezon   | Campioană                     |
| --- | ------- | ----------------------------- |
| 47  | 2014–15 | Sporting Turnu Măgurele       |
| 48  | 2015–16 | FCM Alexandria                |
| 49  | 2016–17 | Voința Saelele                |
| 50  | 2017–18 | Rapid Buzescu                 |
| 51  | 2018–19 | Unirea Brânceni               |
| 52  | 2019–20 | Unirea Țigănești              |
| 53  | 2020–21 | Rapid Buzescu                 |
| 54  | 2021–22 | Dunărea Turris Turnu Măgurele |
| 55  | 2022–23 | Rapid Buzescu                 |
| 56  | 2023–24 | CSL Nanov                     |
| 57  | 2024–25 | CSL Nanov                     |